# Peracroglossa peruviana
Peracroglossa peruviana là một loài ruồi trong họ Tachinidae.